# Issaquena County
Issaquena County er et county i den amerikanske delstat Mississippi. Det samlede areal er 1.143 km², hvoraf 1.070 km² er land.
Administrativt centrum er Mayersville.
32°44′N 90°59′V / 32.74°N 90.99°V